# Søre Skardholmen
Søre Skardholmen est une île norvégienne du comté de Hordaland appartenant administrativement à Bømlo.

## Description
Rocheuse et désertique, elle s'étend sur environ 184 m de longueur pour une largeur approximative de 116 m. 